# Andreas Huss
Andreas Huss (* 1964 in Salzburg) ist ein österreichischer Gewerkschafter und Sozialversicherungsfunktionär, insbesondere ehemaliger Obmann der Salzburger Gebietskrankenkasse. Seit 1. Jänner 2020 ist er Obmann (jeweils vom 1. Juli bis 31. Dezember) und Obmann-Stellvertreter (jeweils vom 1. Jänner bis 30. Juni) der Österreichischen Gesundheitskasse (ÖGK).

## Leben
Huss hat den Beruf des Tischlers erlernt, war zwischen 1983 und 1988 Jugendreferent der Gewerkschaftsjugend in Salzburg. Seit 1988 arbeitet er in der Gewerkschaft Bau-Holz (GBH), einer Teilgewerkschaft des Österreichischen Gewerkschaftsbundes als Sekretär, beriet und betreute Arbeitnehmer und Betriebsräte in der Bauwirtschaft, der Holzindustrie und des Gewerbes. Von 2007 bis 2015 und seit 2020 ist er leitender Sekretär in der Bundesgeschäftsführung der GBH und war zwischen 2015 und 2020 Salzburger Landesgeschäftsführer der GBH. 2008 absolvierte er ein MBA-Studium mit dem Schwerpunkt Health Care Management an der Business School der Universität Salzburg.
Von 2013 bis 2019 war Huss Obmann der Salzburger Gebietskrankenkasse, Co-Vorsitzender der Gesundheitsplattform und der Zielsteuerungskommission und Vorsitzender des Ausgleichsfonds der Gebietskrankenkassen sowie auch Vorsitzender des Rechnungsprüfungsausschusses des Hauptverbandes der österreichischen Sozialversicherungsträger.
Nachdem mit Wirkung vom 1. Jänner 2020 die Salzburger Gebietskrankenkasse mit den übrigen Gebietskrankenkassen und Betriebskrankenkassen zur Österreichischen Gesundheitskasse zusammengeführt worden war, wurde Huss zu deren Obmann für die Dienstnehmer-Vertreter (es gibt auch einen Obmann für die Dienstgeber-Vertreter; die beiden wechseln sich im Vorsitz halbjährlich ab) gewählt.
Schon als Obmann der SGKK kämpfte er für einheitliche Versicherungsleistungen für alle Versicherten in Österreich. 2018 konnte ein erstes großes Leistungsharmonisierungspaket, das in 23 Leistungsbereichen, abgeschlossen werden. In Salzburg waren der Ausbau der Psychotherapie und die Erweiterung des Zahngesundheitszentrums der SGKK um 8 zusätzliche Behandlungsplätze, die Prävention bzw. die Gesundheitsförderung und die flächendeckende hausärztliche Versorgung, Schwerpunkte seiner Arbeit.
In der ÖGK schloss er nahtlos an diese Bestrebungen für die Leistungsharmonisierung an. Die Arbeitnehmervertreter erreichten durch Beschlüsse im Verwaltungsrat bereits im ersten Jahr Leistungsharmonisierungsschritte im Bereich der Psychotherapie, der Ergotherapie und bei einigen anderen Leistungen der ÖGK. Ebenso wurde ein Investitionsbeschluss zur Modernisierung des Hanusch Krankenhauses der ehem. WGKK, in der Höhe von rund 100 Mio. Euro, bereits im ersten Jahr gefasst.